# Seznam dekretů prezidenta republiky
Toto je seznam dekretů prezidenta republiky z let 1940–1945. Prezidentem Benešem byly podepisovány do února 1945 za prozatímního státního zřízení v Londýně, poté dva v Košicích a zbylé už v Praze, v osvobozeném Československu. Ústavním zákonem Prozatímního Národního shromáždění z roku 1946 byly všechny prohlášeny za zákon, resp. ústavní dekrety za ústavní zákon, a většina exilových dekretů, které do té doby nebyly znovu uveřejněny ve Sbírce zákonů a nařízení, pak vyšla jako příloha jejího ročníku 1947 (londýnské dekrety byly původně vyhlašovány prostřednictvím Úředního věstníku československého, republikované proto nejsou v druhém seznamu uvedeny znovu).
| Dekret | Ze dne             | Číslo úř. věst. čsl. | Republikace  |
| --- | ------------------ | -------------------- | ------------ |
| Ústavní dekret presidenta republiky o ustavení Státní rady jako poradního sboru prozatímního státního zřízení ČSR | 21. července 1940  | 1/1940               | ne           |
| Ústavní dekret presidenta republiky o prozatímním výkonu moci zákonodárné | 15. října 1940     | 2/1940               | 20/1945 Sb.  |
| Dekret presidenta republiky, jímž se upravuje veřejné vyhlášení nově vydávaných právních ustanovení československé vlády | 26. října 1940     | 4/1940               | ne           |
| Dekret presidenta republiky o čsl. polních soudech | 26. října 1940     | 5/1940               | ne           |
| Dekret presidenta republiky, jímž se mění některá ustanovení zákona o vojenském kázeňském a kárném právu | 26. října 1940     | 6/1940               | ne           |
| Dekret presidenta republiky, kterým se vláda zmocňuje, aby převzala státní záruku za vklady vložené u „Spořitelny československého vojska v zahraničí“ | 23. dubna 1941     | 8/1941               | ne           |
| Dekret presidenta republiky, kterým se stanoví státní rozpočet na rok 1941 | 12. srpna 1941     | 9/1941               | ne           |
| Dekret presidenta republiky o ustanovování a o služebních i platových poměrech zaměstnanců Československé republiky v zahraničí | 13. srpna 1941     | 10/1941              | ne           |
| Dekret presidenta republiky o zaopatření vojenských osob propuštěných nebo přeložených z činné služby vojenské v zahraničí a jejich rodinných příslušníků v oblasti sterlingové měny | 14. srpna 1941     | 11/1941              | ne           |
| Dekret presidenta republiky o zřízení ministerstva pro hospodářskou obnovu Československé republiky | 13. listopadu 1941 | 2/1942               | ne           |
| Ústavní dekret presidenta republiky, jímž se mění ústavní dekret presidenta republiky ze dne 21. července 1940, č. 1 Úř. věst. čsl., o ustavení Státní rady jako poradního sboru prozatímního státního zřízení Československé republiky | 24. listopadu 1941 | 3/1942               | ne           |
| Dekret presidenta republiky, kterým se stanoví státní rozpočet na rok 1942 | 30. prosince 1941  | 4/1942               | ne           |
| Dekret presidenta republiky o obnově trestního řízení a zmateční stížnosti pro zachování zákona v řízení před polními soudy u československé armády v zahraničí | 28. února 1942     | 6/1942               | 150/1945 Sb. |
| Dekret presidenta republiky o zprošťování výkonu služby vojenských gážistů u Československé armády v zahraničí | 28. února 1942     | 7/1942               | ne           |
| Dekret presidenta republiky, jímž se upravuje dovolená vojenským gážistům z povolání, uvolněných ve vojenském zájmu pro zvláštní úkoly mimo rámec československé branné moci v zahraničí | 28. února 1942     | 8/1942               | ne           |
| Dekret presidenta republiky o organisaci československé branné moci na území Spojeného království Velké Britannie a Severního Irska | 13. května 1942    | 9/1942               | ne           |
| Dekret presidenta republiky, jímž se doplňuje organisace československé branné moci na území Spojeného království Velké Britannie a Severního Irska | 13. srpna 1942     | 10/1942              | ne           |
| Ústavní dekret presidenta republiky, jímž se mění ústavní dekret presidenta republiky ze dne 21. července 1940, č. 1 Úř. věst. čsl., o ustavení Státní rady jako poradního sboru prozatímního státního zřízení Československé republiky, ve znění ústavního dekretu presidenta republiky ze dne 24. listopadu 1941, č. 3 ex 1942 Úř. věst. čsl. | 27. října 1942     | 12/1942              | ne           |
| Dekret presidenta republiky, kterým se stanoví dodatek ke státnímu rozpočtu na rok 1942 | 15. října 1942     | 1/1943               | ne           |
| Dekret presidenta republiky o dokončení lékařského studia závěrečnými zkouškami a o promocích československých doktorů veškerého lékařství ve Velké Britannii | 8. prosince 1942   | 2/1943               | ne           |
| Dekret presidenta republiky, kterým se stanoví státní rozpočet na rok 1943 | 31. prosince 1942  | 4/1943               | ne           |
| Dekret presidenta republiky, kterým se stanoví dodatek ke státnímu rozpočtu na rok 1943 | 21. října 1943     | 6/1943               | ne           |
| Dekret presidenta republiky, kterým se stanoví státní rozpočet na rok 1944 | 10. února 1944     | 2/1944               | ne           |
| Dekret presidenta republiky o peněžních a naturálních náležitostech vojenských osob, konajících činnou vojenskou službu v československé armádě v zahraničí, a jejich rodinných příslušníků | 11. února 1944     | 3/1944               | ne           |
| Dekret presidenta republiky o postavení žen v československých vojenských jednotkách | 15. května 1944    | 5/1944               | 136/1945 Sb. |
| Dekret presidenta republiky o zvýšení záruky vlády za vklady „Spořitelny československého vojska v zahraničí“ | 18. května 1944    | 6/1944               | ne           |
| Dekret presidenta republiky o částečné mobilisaci podle §§ů 23 a 28 branného zákona a o povinnosti k civilním úkonům na území pod mocí Francouzského výboru národního osvobození | 31. května 1944    | 7/1944               | ne           |
| Ústavní dekret presidenta republiky o dočasné správě osvobozeného území republiky Československé | 3. srpna 1944      | 10/1944              | ne           |
| Ústavní dekret presidenta republiky o obnovení právního pořádku | 3. srpna 1944      | 11/1944              | 30/1945 Sb.  |
| Ústavní dekret presidenta republiky, kterým se ustanovuje doba nové organisace soudů | 22. září 1944      | 12/1944              | ne           |
| Ústavní dekret presidenta republiky o době trvání Státní rady | 11. října 1944     | 13/1944              | ne           |
| Dekret presidenta republiky o přechodném omezení převodů, zatížení a propachtování nemovitostí | 10. listopadu 1944 | 14/1944              | ne           |
| Dekret presidenta republiky o odkladu dražeb v exekučním řízení soudním | 10. listopadu 1944 | 15/1944              | ne           |
| Dekret presidenta republiky o správě měny a vydávání platidel na osvobozeném území | 12. listopadu 1944 | 16/1944              | ne           |
| Dekret presidenta republiky o zatímním vedení státního hospodářství a přechodné úpravě služby státního dluhu | 12. listopadu 1944 | 17/1944              | ne           |
| Ústavní dekret presidenta republiky o národních výborech a prozatímním Národním shromáždění | 4. prosince 1944   | 18/1944              | 43/1945 Sb.  |
| Dekret presidenta republiky, kterým se stanoví dodatek ke státnímu rozpočtu na rok 1944 | 22. ledna 1945     | 1/1945               | ne           |
| Dekret presidenta republiky o mimořádných opatřeních pro zajištění hospodářského života na osvobozeném území | 1. února 1945      | 2/1945               | ne           |
| Ústavní dekret presidenta republiky o výkonu moci zákonodárné v přechodném období | 22. února 1945     | 3/1945               | 21/1945 Sb.  |
| Dekret presidenta republiky o potrestání nacistických zločinců, zrádců a jejich pomahačů a o mimořádných lidových soudech | 1. února 1945      | 6/1945               | ne           |
| Dekret presidenta republiky o zvláštních opatřeních v oboru původského práva | 22. února 1945     | 8/1945               | ne           |
| Dekret presidenta republiky o zvýšení státní záruky za vklady u spořitelny československého vojska v zahraničí | 1. března 1945     | 10/1945              | ne           |
| Dekret presidenta republiky, kterým se určuje postavení Správy Spojených národů pro okamžitou pomoc a první obnovu (United Nations Relief and Rehabilitation Administration) | 5. března 1945     | 11/1945              | 149/1945 Sb. |
| Dekret presidenta republiky o finančních a měnových opatřeních v době přechodné | 5. března 1945     | 12/1945              | ne           |
| Dekret presidenta republiky, kterým se stanoví státní rozpočet na rok 1945 | 5. března 1945     | 13/1945              | ne           |

| Dekret | Ze dne            | Číslo        | Platnost a účinnost                |
| --- | ----------------- | ------------ | ---------------------------------- |
| Ústavní dekret presidenta republiky o nové organisaci vlády a ministerstev v době přechodné | 2. dubna 1945     | 1/1945 Sb.   | zrušen                             |
| Dekret presidenta republiky, kterým se mění a doplňují některá ustanovení vojenského trestního zákona a branného zákona | 23. dubna 1945    | 3/1945 Sb.   | zrušen                             |
| Dekret presidenta republiky o neplatnosti některých majetkově-právních jednání z doby nesvobody a o národní správě majetkových hodnot Němců, Maďarů, zrádců a kolaborantů a některých organisací a ústavů                                                                                                   | 19. května 1945   | 5/1945 Sb.   | platný                             |
| Dekret presidenta republiky o věnování nemovitostí Svazu sovětských socialistických republik jako projev díků | 2. června 1945    | 8/1945 Sb.   | platný                             |
| Dekret presidenta republiky o konfiskaci a urychleném rozdělení zemědělského majetku Němců, Maďarů, jakož i zrádců a nepřátel českého a slovenského národa | 21. června 1945   | 12/1945 Sb.  | platný                             |
| Dekret presidenta republiky o potrestání nacistických zločinců, zrádců a jejich pomahačů a o mimořádných lidových soudech | 19. června 1945   | 16/1945 Sb.  | pozbyl účinnosti 31. prosince 1948 |
| Dekret presidenta republiky o Národním soudu | 19. června 1945   | 17/1945 Sb.  | pozbyl účinnosti 4. května 1947    |
| Dekret presidenta republiky o Sbírce zákonů a nařízení republiky Československé | 23. června 1945   | 19/1945 Sb.  | zrušen                             |
| Ústavní dekret presidenta republiky o vyhlášení právních předpisů, vydaných mimo území republiky Československé | 23. června 1945   | 22/1945 Sb.  | platný                             |
| Dekret presidenta republiky o sjednocení celního práva na území republiky Československé | 23. června 1945   | 25/1945 Sb.  | zrušen                             |
| Dekret presidenta republiky o zrušení zákona ze dne 4. července 1934, č. 165 Sb., o překládání soudců do výslužby podle věku | 9. července 1945  | 26/1945 Sb.  | zrušen                             |
| Dekret presidenta republiky o jednotném řízení vnitřního osídlení | 17. července 1945 | 27/1945 Sb.  | zrušen                             |
| Dekret presidenta republiky o osídlení zemědělské půdy Němců, Maďarů a jiných nepřátel státu českými, slovenskými a jinými slovanskými zemědělci | 20. července 1945 | 28/1945 Sb.  | platný                             |
| Ústavní dekret presidenta republiky o úpravě československého státního občanství osob národnosti německé a maďarské | 2. srpna 1945     | 33/1945 Sb.  | zrušen                             |
| Dekret presidenta republiky o přechodném omezení výplat vkladů u peněžních ústavů (peněžních podniků) v pohraničním území | 31. července 1945 | 35/1945 Sb.  | zrušen                             |
| Dekret presidenta republiky o plnění závazků znějících na říšské marky | 2. srpna 1945     | 36/1945 Sb.  | platný                             |
| Dekret presidenta republiky o přísném trestání drancování | 31. července 1945 | 38/1945 Sb.  | zrušen                             |
| Dekret presidenta republiky o dočasné příslušnosti ve věcech náležejících soudům porotním a kmetským | 31. července 1945 | 39/1945 Sb.  | pozbyl účinnosti 31. prosince 1945 |
| Ústavní dekret presidenta republiky o Prozatímním Národním shromáždění | 25. srpna 1945    | 47/1945 Sb.  | zrušen                             |
| Dekret presidenta republiky o opatřeních v oblasti filmu | 11. srpna 1945    | 50/1945 Sb.  | platný                             |
| Dekret presidenta republiky o zatímním vedení státního hospodářství | 14. srpna 1945    | 52/1945 Sb.  | zrušen                             |
| Dekret presidenta republiky o odčinění křivd československým veřejným zaměstnancům | 17. srpna 1945    | 53/1945 Sb.  | platný                             |
| Dekret presidenta republiky o přihlašování a zjišťování válečných škod a škod způsobených mimořádnými poměry | 31. srpna 1945    | 54/1945 Sb.  | platný                             |
| Dekret presidenta republiky o úpravě platu presidenta Československé republiky | 22. srpna 1945    | 56/1945 Sb.  | zrušen                             |
| Dekret presidenta republiky o platu a o činovním a representačním přídavku členů vlády | 22. srpna 1945    | 57/1945 Sb.  | zrušen                             |
| Dekret presidenta republiky o platovém přídavku státním a některým jiným veřejným zaměstnancům | 20. srpna 1945    | 58/1945 Sb.  | zrušen                             |
| Dekret presidenta republiky, jímž se zrušují jmenování veřejných zaměstnanců z doby nesvobody | 20. srpna 1945    | 59/1945 Sb.  | platný                             |
| Ústavní dekret presidenta republiky o přípravě provedení smlouvy mezi Československou republikou a Svazem sovětských socialistických republik o Zakarpatské Ukrajině ze dne 29. června 1945 | 24. srpna 1945    | 60/1945 Sb.  | zrušen                             |
| Dekret presidenta republiky o úlevách v trestním řízení soudním | 8. srpna 1945     | 62/1945 Sb.  | zrušen                             |
| Dekret presidenta republiky o Hospodářské radě | 25. srpna 1945    | 63/1945 Sb.  | zrušen                             |
| Dekret presidenta republiky o Úředním listě republiky Československé | 14. srpna 1945    | 66/1945 Sb.  | zrušen                             |
| Dekret presidenta republiky, jímž se obnovuje činnost disciplinárních a kvalifikačních komisí pro veřejné zaměstnance a zrušují se předpisy o omezení opravných prostředků | 21. srpna 1945    | 67/1945 Sb.  | zrušen                             |
| Dekret presidenta republiky o reaktivaci veřejných zaměstnanců | 24. srpna 1945    | 68/1945 Sb.  | zrušen                             |
| Dekret presidenta republiky o přeložení vysoké školy báňské z Příbramě do Moravské Ostravy | 8. září 1945      | 69/1945 Sb.  | platný                             |
| Dekret presidenta republiky o pracovní povinnosti osob, které pozbyly československého státního občanství | 19. září 1945     | 71/1945 Sb.  | zrušen                             |
| Dekret presidenta republiky, kterým se mění a doplňuje platový zákon ze dne 24. června 1926, č. 103 Sb., pokud jde o profesory vysokých škol a vysokoškolské asistenty | 6. září 1945      | 73/1945 Sb.  | zrušen                             |
| Dekret presidenta republiky o reaktivaci a o opětném ustanovení provdaných žen ve veřejné službě | 10. září 1945     | 74/1945 Sb.  | zrušen                             |
| Dekret presidenta republiky o požadování dopravních prostředků po dobu mimořádných hospodářských poměrů | 21. září 1945     | 76/1945 Sb.  | zrušen                             |
| Dekret presidenta republiky o některých opatřeních k urychlení nakládky a vykládky zboží v železniční dopravě | 21. září 1945     | 77/1945 Sb.  | zrušen                             |
| Dekret presidenta republiky o přechodném finančním zabezpečení hospodářských podniků | 19. září 1945     | 78/1945 Sb.  | zrušen                             |
| Dekret presidenta republiky o zatímní úpravě soudnictví v zemích České a Moravskoslezské | 19. září 1945     | 79/1945 Sb.  | zrušen                             |
| Dekret presidenta republiky o opětném zavedení středoevropského času | 29. září 1945     | 80/1945 Sb.  | zrušen                             |
| Dekret presidenta republiky o některých opatřeních v oboru spolkovém | 25. září 1945     | 81/1945 Sb.  | zrušen                             |
| Dekret presidenta republiky o zálohách na náhradu za některé válečné škody majetkové | 28. září 1945     | 82/1945 Sb.  | zrušen                             |
| Dekret presidenta republiky o úpravě branné povinnosti osob povolaných, jakož i dobrovolně nastoupivších do činné služby | 30. září 1945     | 83/1945 Sb.  | platný                             |
| Dekret presidenta republiky o přechodné úpravě délky presenční služby | 30. září 1945     | 84/1945 Sb.  | zrušen                             |
| Dekret presidenta republiky, kterým se ruší školné na státních středních školách | 21. září 1945     | 85/1945 Sb.  | zrušen                             |
| Dekret presidenta republiky o znovuvybudování finanční stráže v zemích České a Moravskoslezské a o úpravě některých služebních a platových poměrů příslušníků finanční stráže | 2. října 1945     | 86/1945 Sb.  | zrušen                             |
| Dekret presidenta republiky o všeobecné pracovní povinnosti | 1. října 1945     | 88/1945 Sb.  | zrušen                             |
| Dekret presidenta republiky o vyznamenáních za zásluhy o výstavbu státu a za vynikající pracovní výkony | 12. října 1945    | 89/1945 Sb.  | zrušen                             |
| Dekret presidenta republiky o úpravě některých organisačních a služebních otázek v oboru soudnictví | 2. října 1945     | 90/1945 Sb.  | zrušen                             |
| Dekret presidenta republiky o obnovení československé měny | 19. října 1945    | 91/1945 Sb.  | zrušen                             |
| Dekret presidenta republiky o prozatímních opatřeních v oboru veřejnoprávního sociálního pojištění | 29. září 1945     | 93/1945 Sb.  | zrušen                             |
| Dekret presidenta republiky o úpravě některých otázek organisace a služebních a platových poměrů sboru uniformované vězeňské stráže | 1. října 1945     | 94/1945 Sb.  | zrušen                             |
| Dekret presidenta republiky o přihlášení vkladů a jiných peněžních pohledávek u peněžních ústavů, jakož i životních pojištění a cenných papírů | 20. října 1945    | 95/1945 Sb.  | platný                             |
| Dekret presidenta republiky o zřízení pobočky lékařské fakulty university Karlovy v Hradci Králové | 13. října 1945    | 96/1945 Sb.  | platný                             |
| Dekret presidenta republiky, kterým se mění a doplňují ustanovení o zvláštní dani výdělkové | 13. října 1945    | 97/1945 Sb.  | zrušen                             |
| Dekret presidenta republiky o přechodných opatřeních v oboru daně z obratu | 13. října 1945    | 98/1945 Sb.  | zrušen                             |
| Dekret presidenta republiky o úpravě přímých daní za kalendářní roky 1942 až 1944 a o úpravě poplatků a daní obchodových | 13. října 1945    | 99/1945 Sb.  | zrušen                             |
| Dekret presidenta republiky o znárodnění dolů a některých průmyslových podniků | 24. října 1945    | 100/1945 Sb. | platný                             |
| Dekret presidenta republiky o znárodnění některých podniků průmyslu potravinářského | 24. října 1945    | 101/1945 Sb. | platný                             |
| Dekret presidenta republiky o znárodnění akciových bank | 24. října 1945    | 102/1945 Sb. | platný                             |
| Dekret presidenta republiky o znárodnění soukromých pojišťoven | 24. října 1945    | 103/1945 Sb. | platný                             |
| Dekret presidenta republiky o závodních a podnikových radách | 24. října 1945    | 104/1945 Sb. | zrušen                             |
| Dekret presidenta republiky o očistných komisích pro přezkoumání činnosti veřejných zaměstnanců | 4. října 1945     | 105/1945 Sb. | pozbyl účinnosti 4. května 1947    |
| Dekret presidenta republiky o platech členů Prozatímního Národního shromáždění | 23. října 1945    | 106/1945 Sb. | zrušen                             |
| Dekret presidenta republiky o přechodné úpravě poplatkového ekvivalentu v zemích České a Moravskoslezské | 23. října 1945    | 107/1945 Sb. | zrušen                             |
| Dekret presidenta republiky o konfiskaci nepřátelského majetku a Fondech národní obnovy | 25. října 1945    | 108/1945 Sb. | platný                             |
| Dekret presidenta republiky o řízení výroby | 27. října 1945    | 109/1945 Sb. | zrušen                             |
| Dekret presidenta republiky o organisaci lidové a umělecké výroby | 27. října 1945    | 110/1945 Sb. | zrušen                             |
| Dekret presidenta republiky o správě soudních věznic a trestních ústavů | 26. října 1945    | 112/1945 Sb. | zrušen                             |
| Dekret presidenta republiky o úpravě, řízení a kontrole zahraničního obchodu | 27. října 1945    | 113/1945 Sb. | zrušen                             |
| Dekret presidenta republiky o zřízení nových ředitelství pošt a o úpravě obvodů ředitelství pošt v zemích České a Moravskoslezské | 27. října 1945    | 114/1945 Sb. | zrušen                             |
| Dekret presidenta republiky o hospodaření uhlím a palivovým dřívím | 27. října 1945    | 115/1945 Sb. | zrušen                             |
| Dekret presidenta republiky o změně zákona ze dne 25. června 1926, č. 122 Sb. a vládního nařízení ze dne 17. července 1928, č. 124 Sb., o úpravě platů duchovenstva církví a náboženských společností státem uznaných případně recipovaných, a o platovém přídavku k nejnižšímu ročnímu příjmu duchovenstva | 27. října 1945    | 116/1945 Sb. | zrušen                             |
| Dekret presidenta republiky, kterým se upravují ustanovení o prohlášení za mrtvého | 27. října 1945    | 117/1945 Sb. | zrušen                             |
| Dekret presidenta republiky o opatřeních v řízení vyživovacího hospodářství | 27. října 1945    | 118/1945 Sb. | zrušen                             |
| Dekret presidenta republiky o přechodné úpravě vojenského trestního řádu | 27. října 1945    | 119/1945 Sb. | zrušen                             |
| Dekret presidenta republiky o přechodné úpravě vojenského polního trestního řízení | 27. října 1945    | 120/1945 Sb. | zrušen                             |
| Dekret presidenta republiky o územní organisaci správy, vykonávané národními výbory | 27. října 1945    | 121/1945 Sb. | zrušen                             |
| Dekret presidenta republiky o zrušení německé university v Praze | 18. října 1945    | 122/1945 Sb. | platný                             |
| Dekret presidenta republiky o zrušení německých vysokých škol technických v Praze a v Brně | 18. října 1945    | 123/1945 Sb. | platný                             |
| Dekret presidenta republiky o některých opatřeních ve věcech knihovních | 27. října 1945    | 124/1945 Sb. | zrušen                             |
| Dekret presidenta republiky o zřízení Svazu brannosti | 27. října 1945    | 125/1945 Sb. | zrušen                             |
| Dekret presidenta republiky o zvláštních nucených pracovních oddílech | 27. října 1945    | 126/1945 Sb. | zrušen                             |
| Dekret presidenta republiky o zřízení vysoké školy „Akademie musických umění v Praze“ | 27. října 1945    | 127/1945 Sb. | platný                             |
| Dekret presidenta republiky o zatímní územní organisaci některých finančních úřadů a změnách s tím spojených v zemích České a Moravskoslezské | 27. října 1945    | 128/1945 Sb. | zrušen                             |
| Dekret presidenta republiky o státním orchestru Česká filharmonie | 22. října 1945    | 129/1945 Sb. | platný                             |
| Dekret presidenta republiky o státní péči osvětové | 26. října 1945    | 130/1945 Sb. | zrušen                             |
| Dekret presidenta republiky o vybudování Akademického domu – Památníku 17. listopadu | 27. října 1945    | 131/1945 Sb. | platný                             |
| Dekret presidenta republiky o vzdělání učitelstva | 27. října 1945    | 132/1945 Sb. | zrušen                             |
| Dekret presidenta republiky, kterým se zřizuje Výzkumný ústav pedagogický Jana Amose Komenského | 27. října 1945    | 133/1945 Sb. | platný                             |
| Dekret presidenta republiky o zřízení pobočky lékařské fakulty university Karlovy v Plzni | 27. října 1945    | 135/1945 Sb. | platný                             |
| Ústavní dekret presidenta republiky o zajištění osob, které byly považovány za státně nespolehlivé, v době revoluční | 27. října 1945    | 137/1945 Sb. | zrušen                             |
| Dekret presidenta republiky o trestání některých provinění proti národní cti | 27. října 1945    | 138/1945 Sb. | pozbyl účinnosti 4. května 1947    |
| Dekret presidenta republiky o přechodné úpravě právních poměrů Národní banky Československé | 19. října 1945    | 139/1945 Sb. | zrušen                             |
| Dekret presidenta republiky o zřízení Vysoké školy politické a sociální v Praze | 26. října 1945    | 140/1945 Sb. | zrušen                             |
| Dekret presidenta republiky o omezení žalobního práva v trestním řízení | 27. října 1945    | 143/1945 Sb. | pozbyl účinnosti 31. prosince 1946 |